# Васенина (деревня)
Васенина — деревня в Талицком городском округе Свердловской области, Россия.

## Географическое положение
Деревня Васенина муниципального образования «Талицкого городского округа» Свердловской области находится на расстоянии 27 километров (по автотрассе в 40 километрах) к востоку-северо-востоку от города Талица, на правом берегу реки Юшала (левый приток реки Пышма). В деревне расположен железнодорожный «о.п. 2054 км» Свердловской железной дороги.

## Население
| 2002 | 2010 | 2021 |
| ---- | ---- | ---- |
| 25   | ↘20  | ↗21  |